# Siloé (groupe)
Pour les articles homonymes, voir Siloé.
Siloé est un groupe espagnol de pop rock, folk et musique électronique, originaire de Valladolid, à Castille-et-León. ses membres sont Fito Robles (chant), Xavi Road (guitare) et Jaco Betanzos (batterie).

## Histoire
Les membres de Siloé se rencontrent alors qu'ils sont étudiants à l'université de Valladolid. Ils sortent leur premier album, La verdad, en 2016, après que Fito Robles soit revenu du Berklee College of Music de Boston, aux États-Unis. Ils prennent le nom de Siloé en référence au miracle de la guérison de l'aveugle-né par Jésus-Christ ; non pas à cause du miracle lui-même, mais parce que l'aveugle « a pris conscience de la réalité », comme l'a fait le groupe avec sa musique.
En 2018, ils sortent La luz et, en 2020, ils sortent Metrópolis, un album qui définit leur identité live et leur vaut d'être reconnus comme groupe de musique live. En 2021, ils sortent la réédition Metrópolis 2.0 sous forme de version longue avec des collaborations avec des artistes tels que Miss Caffeina, Belén Aguilera, Varry Brava et Delaporte, entre autres. La même année, Coldplay partage une de leurs chansons sur les réseaux sociaux, ce qui accroît leur visibilité. En 2022, Jaco Betanzos rejoint le groupe en tant que batteur.
Toujours en 2023, son morceau Nada que se parece a ti devient la chanson thème de la promotion touristique de Castille-et-León.

## Discographie
- 2016 : La Verdad
- 2018 : La Luz
- 2020 : Metrópolis
- 2021 : Metrópolis 2.0
- 2023 : Santa Trinidad